# Tonnoy
Tonnoy – miejscowość i gmina we Francji, w regionie Grand Est, w departamencie Meurthe i Mozela.
Według danych na rok 1990 gminę zamieszkiwało 607 osób, a gęstość zaludnienia wynosiła 49 osób/km² (wśród 2335 gmin Lotaryngii Tonnoy plasuje się na 532. miejscu pod względem liczby ludności, natomiast pod względem powierzchni na 456. miejscu).